# 49.º Prêmio Jabuti
O 49º Prêmio Jabuti foi realizado em 2007, premiando obras literárias referentes a lançamentos de 2006.

## Prêmios
Os premiados foram:
Livro do Ano Ficção
- Resmungos - Ferreira Gullar - Imprensa Oficial do Estado de São Paulo

Livro do Ano Não-Ficção
- Latinoamericana - Enciclopédia Contemporânea da América Latina e do Caribe - Ivana Jinkings, Emir Sader, Carlos Eduardo Martins e Rodrigo Nobile - Boitempo Editorial

1 - Tradução
- 1º - O Terceiro Livro dos Fatos e Ditos Heróicos do Bom Pantagruel - Élide Valarini Oliver - Editora da Unicamp
- 2º - Passagens - Walter Benjamin - Willi Bole (Org.) - Imprensa Oficial do Estado de São Paulo/Editora UFMG
- 3º - Indícios Flutuantes (Poemas) / Marina Tsvetáieva - Aurora Fornoni Bernardini - Martins Editora Livraria

2 - Arquitetura e Urbanismo, Fotografia, Comunicação e Artes
- 1º - O Design Gráfico Brasileiro: Anos 60 - Chico Homem de Melo - Cosac Naify Edições
- 2º - Frans Post (1612-1680) Obra Completa - Bia e Pedro Corrêa do Lago - Capivara Editora
- 3º - Calder no Brasil - Roberta Saraiva - Cosac Naify Edições

3 - Teoria / Crítica Literária
- 1º - História, Ficção e Literatura - Luiz Costa Lima - Companhia das Letras
- 2º - Bilac, o Jornalista (Vol. 1, 2 e 3) - Antonio Dimas (Ed.) - Imprensa Oficial do Estado de São Paulo
- 3º - Poéticas da Transgressão: Vanguarda e Cultura Popular nos Anos 20 na América Latina - Viviana Gelado - 7Letras e Edufscar

4 - Projeto Gráfico
- 1º - Arquivinho de Otto Lara Resende - Mariana Lara - Bem-Te-Vi Produções Literárias
- 2º - MAM na Oca - Arte Brasileira do Acervo do Museu de Arte Moderna de São Paulo - Carlito Carvalhosa, Martha Tadaieski, Ana Basaglia - Luiz Carlos C. G. Carvalhosa
- 3º - Margaret Mee - PVDI - Artepadilla

5 - Ilustração de Livro Infantil ou Juvenil
- 1º - Lampião & Lancelote - Fernando Vilela - Cosac Naify Edições
- 2º - Cores das Cores - Marcelo Cipis - Cosac Naify Edições
- 3º - Contos de Grimm - Branca de Neve e Rosa Vermelha e Outras Histórias - Suppa - Editora Manole

6 - Ciências Exatas, Tecnologia e Informática
- 1º - Lógica para Computação - Flávio Soares Corrêa da Silva, Marcelo Finger e Ana Cristina Vieira de Melo - Thomson Learning Edições
- 2º - Física Moderna - Francisco Caruso Neto e Vitor Oguri - Elsevier Editora
- 3º - Computabilidade, Funções Computáveis, Lógica e os Fundamentos da Matemática - Walter Carnielli - Fundação Editora da Unesp

7 - Educação, Psicologia e Psicanálise
- 1º - Moral e Ética: Dimensões Intelectuais e Afetivas - Yves de La Taille - Artmed Editora
- 2º - Cultura Solidária em Cooperativas: Projetos Coletivos de Mudança de Vida - Paulo de Salles Oliveira - Editora da Universidade de São Paulo
- 3º - Filhos Crescidos, Pais Enlouquecidos - Maurício de Souza Lima - Editora Landscape

8 - Reportagem
- 1º - A Vida que Ninguém Vê - Eliane Brum - Arquipélago Editorial
- 2º - O Nome da Morte - Klester Cavalcanti - Planeta do Brasil
- 3º - Políticos do Brasil - Fernando Rodrigues - Publifolha

9 - Didático e Paradidático de Ensino Fundamental ou Médio
- 1º - África e Brasil Africano - Mariana de Mello e Souza - Editora Ática
- 2º - Pintura Aventura - Katia Canton - Editora DCL - Difusão Cultural do Livro
- 3º - Como Fazíamos Sem… - Bárbara Soalheiro - Editora Original (Panda Books)

10 - Economia, Administração e Negócios
- 1º - Celso Furtado e o Século XXI - Fernando José Cardim de Carvalho, João Sabóia - Editora Manole
- 2º - Economia da Cultura e Desenvolvimento Sustentável - Ana Carla Fonseca Reis - Editora Manole
- 3º - Economia da Inovação Tecnológica - Victor Pelaez & Tamás Szmrecsányi - Aderaldo & Rothschild Editores

11 - Direito
- 1º - Curso de História do Direito - José Reinaldo de Lima Lopes, Rafael Mafei Rabelo Queiroz, Thiago dos Santos Acca - Editora Método
- 2º - Coleção Professor Gilmar Mendes - André Ramos Tavares (Vol. 1), Dimitri Dimoulis (Vol. 2) e Paulo Ferreira da Cunha (Vol. 3) - Editora Método
- 3º - Processo e Constituição - Estudos em Homenagem ao Professor José Carlos Barbosa Moreira - Coord.: Luiz Fux, Nelson Nery Jr. e Teresa Arruda Alvim Wambier - Editora Revista dos Tribunais

12 - Biografia
- 1º - Anita Malfatti - Biografia e Estudo da Obra - Marta Rossetti Batista - Editora 34
- 2º - O Inimigo do Rei: uma Biografia de José de Alencar ou a Mirabolante Aventura de um Romancista que Colecionava Desafetos, Azucrinava D. Pedro II e Acabou Inventando o Brasil - Lira Neto - Editora Globo
- 3º - Paulo Freire: uma História de Vida - Ana Maria Araújo Freire - Villa das Letras Editora

13 - Capa
- 1º - Ferdydurke - Elisa Cardoso - Companhia das Letras
- 2º - Lampião & Lancelote - Luciana Facchini - Cosac Naify Edições
- 3º - 50 Poemas Escolhidos pelo Autor - Elaine Ramos - Cosac Naify Edições

14 - Poesia
- 1º - Cantigas do Falso Alfonso El Sabio - Affonso Ávila - Ateliê Editorial
- 2º - Cântico para Soraya - Neide Archanjo - A Girafa Editora
- 3º - Raro Mar - Armando Freitas Filho - Companhia das Letras
- Homenagem Póstuma em Poesia: A Imitação do Amanhecer - Bruno Tolentino - Editora Globo

15 - Ciências Humanas
- 1º - Latinoamericana: Enciclopédia Contemporânea da América Latina e do Caribe - Ivana Jinkings / Emir Sader - Boitempo Editorial
- 2º - Arquitetura e Trabalho Livre - Sérgio Ferro - Cosac Naify Edições
- 3º - O Sol e a Sombra - Laura de Mello e Souza - Companhia das Letras

16 - Ciências Naturais e Ciências da Saúde
- 1º - Tratado de Clínica Médica - Antônio Carlos Lopes - Editora Roca
- 2º - Ecossistemas do Brasil - Aziz Nacib Ab'Sáber e Luiz Cláudio Marigo - Metalivros
- 3º - Células-Tronco: uma Nova Fronteira da Medicina - Marco Antônio Zago; Dimas Tadeu Covas - Editora Atheneu

17 - Contos e Crônicas
- 1º - Resmungos - Ferreira Gullar - Imprensa Oficial do Estado de São Paulo
- 2º - A Casa da Minha Vó e Outros Contos Exóticos - Artur Oscar Lopes - Edições Inteligentes
- 3º - O Volume do Silêncio - João Anzanello Carrascoza - Cosac Naify Edições

18 - Infantil
- 1º - Lampião & Lancelote - Fernando Vilela - Cosac Naify Edições
- 2º - João por um Fio - Roger Mello - Companhia das Letras
- 3º - Felpo Filva - Eva Furnari - Editora Moderna

19 - Juvenil
- 1º - Adeus Conto de Fadas - Leonardo Brasiliense - 7Letras
- 2º - Ciumento de Carteirinha - Moacyr Scliar - Editora Ática
- 3º - Alice no Espelho - Laura Bergallo - Edições SM (empate)
- 3º - O Melhor Time do Mundo - Jorge Viveiros de Castro - Cosac Naify Edições (empate)

20 - Romance
- 1º - Desengano - Carlos Nascimento Silva - Agir Editora
- 2º - Vista Parcial da Noite - Luiz Ruffato - Editora Record
- 3º - Pelo Fundo da Agulha - Antônio Torres - Editora Record